# Squad's Stunt Flight
Squad's Stunt Flight (eerder Jo's Stuntvlieger) is een attractie in familiepretpark Walibi Holland in Biddinghuizen.

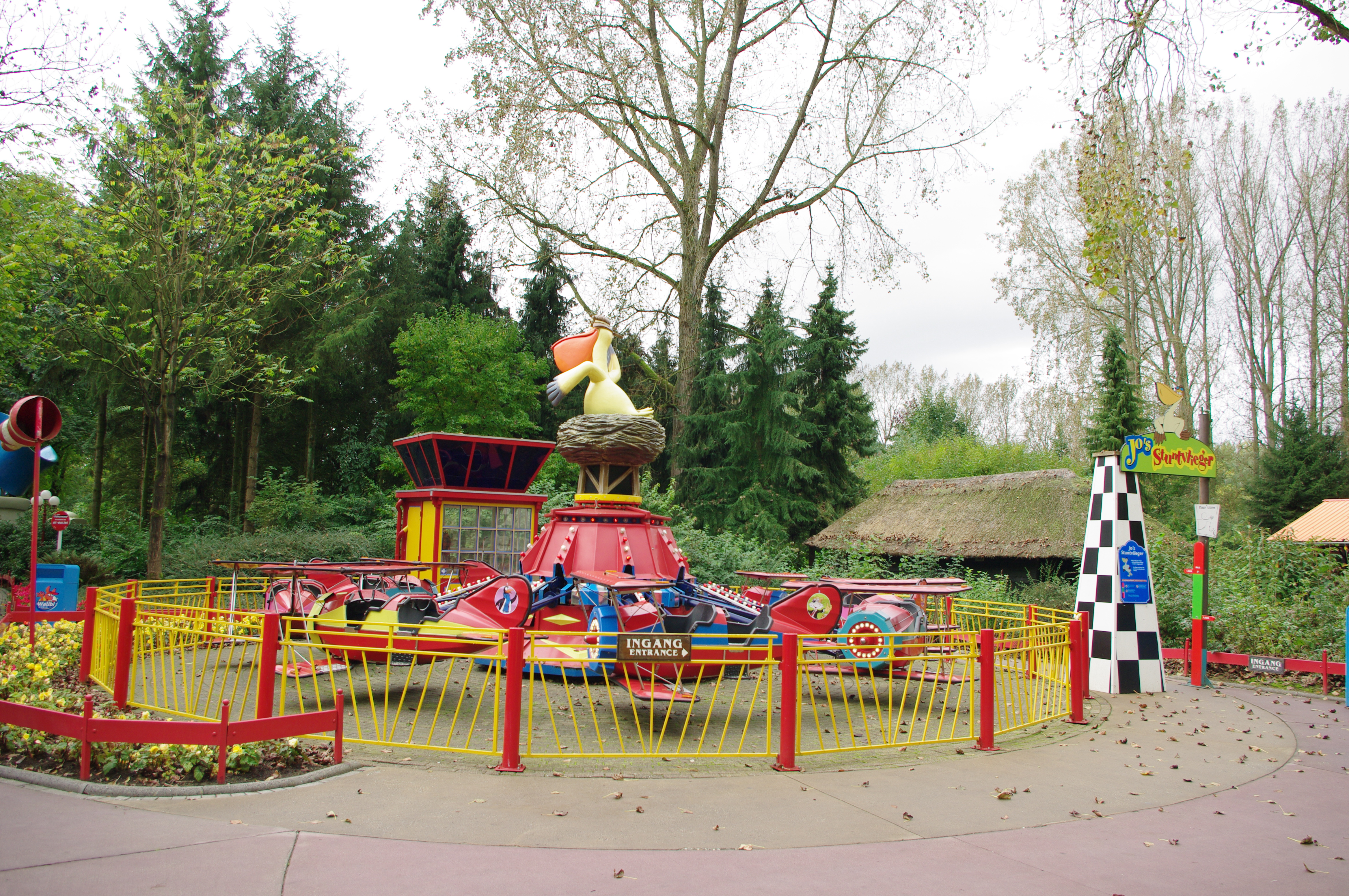
Jo's Stuntvlieger

Squad's Stunt Flight is gebouwd in 1994, door SBF Visa en is gesitueerd in Walibi Play Land. De attractie bestaat uit een aantal los werkende armen, waarin mensen zelf omhoog of omlaag kunnen gaan. De attractie heeft voorheen tijdens de Six Flags Holland periode Yosemite Sam's Flight School geheten, en tijdens de Walibi Flevo periode had hij de naam Red Baron. Toen het park Walibi World heette had de attractie de naam Jo's Stuntvlieger, bij de hernoeming van het park naar Walibi Holland kreeg de attractie de naam Squad's Stunt Flight.
Afbeeldingen · Lijst van attracties